# Brachystephanus oreacanthus
Espèce
Statut de conservation UICN

 VU B2ab(iii) : Vulnérable
Brachystephanus oreacanthus Champl. est une espèce de plantes à fleur de la famille des Acanthaceae et du genre Brachystephanus, présente principalement en Guinée et au nord-ouest du Cameroun.

## Description
C'est une herbe pouvant atteindre 100 cm de hauteur.

## Distribution
Au Cameroun elle n'a été observée que par René Letouzey en 1974, à proximité de la Menchum, à 15 km au sud de Wum (région du Nord-Ouest), le long d'une route forestière.

En Guinée elle a été collectée sur un tout petit territoire non loin du projet minier de Simandou (mont Nimba), mais des efforts ont été faits pour sa préservation et la floraison a encore été observée en 2008 et 2009.
Elle est néanmoins classée « vulnérable » (VU) sur la liste rouge de l'UICN.